# God Is a Woman
"God Is a Woman"는 아리아나 그란데의 노래이다. 빌보드 핫 100 차트 8위를 했으며, 미국 음반 산업 협회(RIAA) 인증 더블 플래티넘 등급을 받은 곡이다.